# Lindsaea hemiptera
Lindsaea hemiptera är en ormbunkeart som beskrevs av Kramer. Lindsaea hemiptera ingår i släktet Lindsaea och familjen Lindsaeaceae. Inga underarter finns listade.